# خرمية

نصب لبابك الخرمي في مدينة بابك بأذربيجان.

الخُرَّميَّة (بالفارسية: خرمدینان) ولها اسم آخر وهو المُحمَّرة (بالفارسية: سرخ‌جامگان)، وذلك نسبةً للسهم الأحمر. وهذه الفرقة والفرق المنشقة منها خرجت على الدولة العباسية بأفكارٍ غير إسلاميةٍ داعيةً إلى الإباحية، والاشتراك في المال والنساء، وأحيانًا يتسترون بغطاءٍ إسلامي محاولين الموارة. يعتبرها بعض المؤرخين من أوائل الحركات الشيوعية في العالم.

## الاسم ومعناه
خُرّم لفظٌ فارسيٌ قديمٌ معناه بالعربية الشيء المستلذ المستطاب الذي ترتاح له النفس بمشاهدته، لكن هناك من له آراء أخرى في التسمية:-
- فمن المؤرخين من يقول أنها ترجع إلى اسم خرّم وهي قرية قرب أردبيل في إقليم أذربيجان -أصبحت أردبيل تابعة لإيران في عصرنا الحاضر[2]-.
- وقائل يُرجع الكلمة إلى خورامة زوجة مزدك التي تزوجها بابك فيما بعد.
- وثالث يربط المصطلح باسم النار في الفارسية والأرمنية.

### أسماء وفرقٌ أخرى للخرمية
لهم أسماء أخرى غير الخرمية والمحمرة، فيقال لهم الخداشية، والراوندية، والبابكية، والمازيارية، والأبو مسلمية التي تقول بإمامة أبي مسلم الخراساني، ويقال لهم بأصبهان: الكوذية، وبالري: المزدكية والسنباذية، وبأذربيجان الدقولية. وبموضع المحمرة، وبما وراء النهر: المبيضة.

### أسباب تنوع الأسماء
وذلك بسبب أن الخريمة تفرقت إلى فرق أخرى، حيث يقول المطهر بن طاهر المقدسي:
| خرمية | هم فرق وأصناف غير أنهم يجمعون القول بالرجعة ويقولون بتغيير الاسم وتبديل الجسم ويزعمون أن الرسل كلهم على اختلاف شرائعهم وأديانهم يحصلون على روح واحد وأن الوحي لا ينقطع أبدا وكل ذي دين مصيب عندهم إذا كان راجي ثواب وخاشي عقاب ولا يرون تهجينه والتخطي إليه بالمكروه ما لم يرم كيد ملتهم وخسف مذهبهم ويتجنبون الدماء جدا إلا عند عقد راية الخلاف ويعظمون أمر أبي مسلم ويلعنون أبا جعفر على قتله ويكثرون الصلاة على مهدي بن فيروز لأنه من ولد فاطمة بنت أبي مسلم ولهم أئمة يرجعون إليهم في الأحكام ورسل يدورون بينهم ويسمونهم فريشتكان ولا يتبركون بشيء مثل تبركهم بالخمور والأشربة وأصل دينهم القول بالنور والظلمة ومن شاهدنا منهم في ديارهم ماسبذان ومهرجان قذق فإنا وجدناهم في غاية التحري للنظافة والطهارة والتقرب إلى الناس بالملاطفة بتقديم الصنيعة ووجدنا منهم من يقول بإباحة النساء على الرضا منهن وإباحة كل ما يستلذ النفس وينزع إليه الطبع ما لم يعد على أحد بالضرر. | خرمية |

### سبب وصف بعض العلماء الخرمية بأنها طائفة شيعية
يعود ذلك لأن فرق الخرمية لها عقائد مشتركة مع طوائف شيعية مثل الإسماعيلية والقرامطة واشتركوا فيما بينهم في الباطنية.

## الجذور وأصل النشأة

### الجذور القديمة للخرمية
الجذور القديمة للخُرَّميَّة تعود للمذهب المزدكي الذي أُسس على يد مزدك واعتنقه الملك الفارسي قُبَاذ بن فيرز بن يزدجرد الأصغر (488-531م)، وزعم مزدك أن أكثر ما يقع بين الناس من البغضاء والمخالفة إنما سببه النساء والأموال فجعل الناس فيها شركاء. إلا أنه بعد انتشار الفجور وموت قباذ وتولي ابنه أنو شروان(531-579م) تغيرت معاملة المزدكية فانقلب عليهم أنوشروان وبمعونة رجال الدين الزرادشت قضى عليهم وقتلهم وظفر بمزدك وقتله.

### فتح بلاد فارس وتحريف الزرادشتية
يذكر المستشرق آرثر كرستنسن في كتابه " إيران في العصر الساساني" أن المصادر التي ترجع إلى عهد الدولة الساسانية باللغة الفارسية القديمة والتي تشير إلى العقيدة الزرادشتية لا تتطابق مع المصادر التي ظهرت بعد انهيار الدولة، مثل المصدر البهلوي وغيره، والسبب أنه بسبب سقوط الدولة الساسانية حاول رجال الدين الزرادشتيون إنقاذ دينهم من الانقراض من خلال تعديله ليشبه دين المسلمين للاحتفاظ بأتباع الديانة الزرادشتية.

ويُعلِّق جيراردو جنولى الإيطالي، مؤرخًا في الأديان وخبيرًا في الشؤون الإيرانية على أن الفتح الإسلامي لبلاد فارس كان له تأثير كبير على العقيدة الزرادشتية:
بعد الفتح الإسلامي لبلاد فارس وهجرة العديد من الزرادشتيين إلى الهند وبعد تعرضهم للدعاية الإسلامية والمسيحية ذهب الزرادشتيون وخاصة البارسيون في الهند إلى حد إنكار الثنائية واعتبار أنفسهم موحدين تماما وبعد عدة تحولات وتطورات تلاشت تدريجيا إحدى السمات المميزة للديانة الزرادشتية وكادت أن تختفي من الزرادشتية الحديثة

### الفرق المجوسية الناشئة بعد الإسلام
قبل ظهور الخرمية ظهرت عدة طوائف زرادشتية عدلت في ديانتهم لتصبح أقرب للإسلام كبهافريد وأستاذ سيس
 أُعيد إحياء المزدكية تحت اسم الْخُرْمَدِينِيَّةِ (بالفارسية: خرمدینان)، إلا أن العرب صيرو نطقها الخُرَّميَّة، وقد ظهروا في بداية الدولة العباسية وهم عدة فرق ستذكر بتفصيل لاحقًا، إلا أن أبرز تلك الفرق البابكية اتِّبَاع بابك الخرمي الذي ظهر فِي مدينة البذ التي يعتقد أن اسمها بابك الآن وهي واقعة في أذربيجان وَكثر بهَا اتِّبَاعه. والخرمية ينسبون أصل دينهم إلى أميرٍ كان قبل الإسلام  اسمه شروين، ويزعمون أن أباه كان من الزنج وأمه من بنات ملوك الفرس، ويزعمون أن شروين هذا أفضل من كل الأنبياء.

### مناطقهم
كان أتباع الخرّمية في منتصف القرن الرابع الهجري منتشرين في مناطق من خراسان والري وأصبهان وأذربيجان والكرج وماسبذان.

### سبب التأسيس
أسست الخرمية من قبل الفارسي سنباذ المجوسي -الذي كان من أتباع أبي مسلم الخراساني-. والخرمية خليط بين التشيع والمزدكية والزرادشتية؛ وأحد أهم أسباب ثورة الخرمية هي الانتقام لإعدام أبو مسلم الخراساني الذي قتله أبو جعفر المنصور.

## حروب الخُرَّميَّة والفرق المنشقة

### فتنة الخداشيةفي عهدالدولة الأموية
ذكر ابن كثير في حوادث سنة ثماني عشرة ومائة للهجرة أن شخصًا يدعى عمار بن يزيد - الملقب بخِدَاش- ثار في مرو في بلاد خراسان ودعا الناس إلى خلافة محمد بن علي بن عبد الله بن عباس، فاستجاب له خلقٌ كثير، فلما التفوا عليه دعاهم إلى مذهب الخرمية الزنادقة، وأباح لهم نساء بعضهم بعضًا، ونادى بأن لا صلاة ولا صوم ولا حج، وزعم لهم أن محمد بن علي بن عبد الله بن العباس يقول ذلك، وقد كذب عليه، فحار به الأمويون وأسروه، فأخذ فجيء به إلى خالد بن عبد الله القسري أمير العراق وخراسان، فأمر به فقطعت يده، وسل لسانه، ثم صلب بعد ذلك.

### ثورة سنباذفي عهدالدولة العباسية
اجتمعت الخرّمية في خراسان سنة 137هـ الموافق لـ 755م حول سنباذ المجوسي في نيسابور-ووالذي كان متأثرًا ببهافريد الزرادشتي-، وخرج بهم مطالباً بدم أبي مسلم وسيطر على عدة مدن منها الري وقومس (بلدة تقع جنوب جبال طبرستان)، وكثرت جموعه من أهل الجبال والطبرستان (إقليم في الجنوب من بحر قزوين)، فأرسل المنصور إليه جمهور بن مرار العجلي في جيش، فَالْتَقَوا بصحراء بين هَمَذَانَ وَالرَّيِّ وقُتل بسنفاد وكثير من أصحابه، وسبي منهم كثير، وتشتت الباقون، وقضي على التمرد في سبعين يوماً.

### ثورة الراونديةفي عهدالدولة العباسية
في عام 141هـ أتت الراوندية وهم أحد فرق الخرمية قصر المنصور بهاشمية الكوفة- وكان هذا قبل بناء بغداد- فدب خلاف بينهم وبين أبي جعفر المنصور، فقام معن بن زائدة وبعض رجلات أبي جعفر المنصور بقتالهم، وجاءت الجيوش فالتفوا عليهم من كل ناحيةٍ، فحصدوهم عن آخرهم، ولم يبق منهم بقية.

### حرب هارون الرشيد مع الخرميةفي عهدالدولة العباسية
في سنة 192هـ خرجت الخُرَّمية في بلاد أذربيجان، فوجه الرشيد إليهم عبد الله بن مالك ابن الهيثم الخزاعي في عشرة آلاف فارس، فقتل منهم خلقًا، وأسر وسبى ذراريهم، وقدم بهم بغداد، فأمر له الرشيد بقتل الرجال منهم وبالذرية فبيعوا فيها، وكان غزاهم قبل ذلك خازم بن خزيمة التميمي.

### الثورة البابكية
حصن بابك

## معتقداتهم
الخُرَّميَّة ديانة مثنوية، يعتقدون بتناسخ الأرواح أو ما يسمى عند المناطقة بالتقمص، ويقدسون أبو مسلم الخرساني وأهورامزدا، ويتسترون أحيانًا تحت ستار الإسلام تقيةً ـمن أبرز معتقداتهم الآتي:-

### عبادة البشر
بعض طوائف الخرمية كانت تاله البشر كا المقنعية والبابكية.
وقال رشيد الدين فضل الله الهمذاني

### ترك الفرائض وتعطيل الشرائع
قالوا بترك الفرائض، وقالوا أن الدين معرفة الإمام فقط، ومنهم من قال: الدين أمران: معرفة الإمام، وأداء الأمانة، ومن حصل له الأمران فقد وصل إلى الكمال، وارتفع عنه التكليف.

### الجهر بالمبادئ تارةً والتقية تارةً أخرى
تميزت الخرمية والفرق المنشقة عنها بالتقية والكذب وإبطان شيءٍ وإظهار آخر. فقد بنوا في مدنهم مساجد للمسلمين يؤذن فيها، وهم يعلمون أولادهم القرآن ولكنهم لا يصلون ولا يصومون في شهر رمضان ولا يرون جهاد الكفرة .

### الاشتِراكَ في النِّساءِ والمَكاسِبِ
يَرونَ الاشتِراكَ في النِّساءِ والمَكاسِبِ كما يشترَكُ في الهَواءِ والطُرُقِ وغيرها، ويرون حرية ممارسة الجنس، ولا يُقِرُّون بِصانِعٍ ولا مَعادٍ ولا نبوَّةٍ ولا حَلالٍ ولا حَرامٍ.
| خرمية | وللبابكية فِي تِلْكَ الْجبَال لَيْلَة يَجْتَمعُونَ فِيهَا على كل نوع من الْفساد من الْخمر وَالزمر وَغير ذَلِك ويجتمع فِيهَا الرِّجَال وَالنِّسَاء ثمَّ يطفئون السراج والنيران وَيقوم كل وَاحِد مِنْهُم بِوَاحِدَة من النِّسَاء اللَّاتِي جلسن مَعَهم كَيْفَمَا يَقع وَهَؤُلَاء الخرمية يدعونَ أَنه كَانَ لَهُم ملك فِي الْجَاهِلِيَّة اسْمه شروين ويفضلونه على الْأَنْبِيَاء وَمَتى مَا ناحوا على ميت لَهُم أخذُوا باسمه ندبة ونياحا تفجعا عَلَيْهِ | خرمية |

### التناسخ
فهم يقولون أن الله عز وَجل نور على الْأَبدَان والأماكن، وأن الأرواح متولدةٌ من الله، وَأَن الْبدن لِبَاس لَا روح فِيهِ، وَلَا ألم عَلَيْهِ، وَلَا لَذَّة لَهُ، وَأَن الْإِنْسَان إِذا فعل الْخَيْر وَمَات صَار روحه إِلَى حَيَوَانٍ ناعم مثل فرسٍ وطيرٍ وثورٍ مُودع يتنعم فِيهِ ثمَّ يرجع إِلَى بدن الْإِنْسَان بعد مُدَّةٍ، وَإِذا كَانَ نفسًا خبيثةً شريرةً وَمَات صَار روحه فِي بدن حمَارٍ دبر أَو كلبٍ جربٍ يعذب فِيهِ بِمِقْدَار أَيَّام عصيانه ثمَّ يرد إِلَى بدن الْإِنْسَان، لم تزل الدُّنْيَا هَكَذَا وَلَا تزَال تكون هَكَذَا.

### الرسل
يرون أن الرسل تترى ولا خاتم لهم. ويدعونَ أَنه كَانَ لَهُم ملك فِي الْجَاهِلِيَّة اسْمه شروين ويفضلونه على الْأَنْبِيَاء، وَمَتى مَا ناحوا على ميتٍ لَهُم أخذُوا باسمه ندبةً ونياحًا تفجعًا عَلَيْهِ.

#### تقديسأبو مسلم الخراساني
```
أول مَا يتفوهون بِهِ فِي محافلهم ولقاءاتهم إِظْهَار الأسف وَالْحَسْرَة على قتل أبي مُسلم صَاحب الدولة وَلعن قتلته دَائِما وَالصَّلَاة على الْمهْدي بن فَيْرُوز ابْن فَاطِمَة بنت أبي مُسلم الَّذِي كَانُوا يَدعُونَهُ الطِّفْل الْحَكِيم أَو الْفَتى الْعَالم
```

### الخرمية كأول الحركات الشيوعية في العصور الوسطى
عبر أحد الشيوعيين العرب عندما تسلم السلطة في بلاده- التي نكبت به وبرفاقه- عن ارتباط الشيوعيتين القديمة والحديثة فقال: نحن نسير على خطى القرامطة الثوريين الأحرار، ولم يكتفي بهذا التصريح، بل جعل تاريخ وعقائد القرامطة مادةً تدرّس في بلاده في المراحل ما قبل الجامعية جنباً إلى جنب مع دراسة تاريخ وعقائد الشيوعية الماركسية، والقرامطة هم أحد تفرعات الخرمية المزدكية.

## رأي علماء المسلمين فيهم
- سُئل أحمد بن حنبل: عن الرجل إذا أراد الغزو-وكان الخرمية في ذلك الوقت نشطين- فأشار نحو الخرمية.[20]
- دعا الإمام أحمد للقنوت على الخرمية.[21]

## أبرز رجالات الخرمية
- ابن الراوندي:أبو الحسين، احمد بن يحيى بن إسحاق، كان ملحدًا وزنديقًا، كان أبوه يهودياً، وأسلم هو، فكان بعض اليهود يقول للمسلمين لا يفسد عليكم كتابكم كما افسد أبوه علينا التوراة، وكان ابن الراوندي يلازم الرافضة، وأهل البدع والأهواء كما كانت له مصنّفات كثيرة منها: كتاب نعت الحكمة، وكتاب الذهب، وكتاب الزمرد، وكتاب التاج، وكتاب الدامغ، وكتاب الفريد، وكتاب إمامة المفضول، وقد نال في كتبه من الإسلام والقرآن الكريم، وذلك باعتراضه على الشريعة المعصومة فزعم في كتابه الدامغ انه وضع القرآن الكريم، وطعن فيه، وفي كتابه الزمرد كان يزري به على النبوات، وهكذا في كتبه الأخرى، وقد نقض هذه الكتب كوكبة من علماء المسلمين الأعلام. وقد اختلف في سنة وفاته فذكر انه مات سنة 245هـ وقيل سنة 250هـ والثابت انه مات سنة 298هـ
- محمد بن الحسين الملقب بزيدان:كان شعوبياً شديد الغيظ من دولة الإسلام، وكان ماهراً بعلم النجوم والكواكب، يتعاطى الفلسفة، ويعتقد بإثبات النفس والعقل، والمكان/ الهيولي، (الأصل والمادة) ، كما كان يرى للكواكب تدبيراً وروحانية، وكان من أعلام الباطنية ومن مؤسسيها، وذا مال واسع، وهمة عالية، وحيلة عظيمة فوطّأ ابن الراوندي على أمره فأحدث في الإسلام حوادث منكرة، وكان يقول بزوال دولة الإسلام، وعودة دولة المجوس، وديانتها المجوسية، وكان كاتباً لأبي دلف العجلي ، ومن دعاة الباطنية ومؤسسيها.
- ابن القداح:ميمون بن ديصان من رجال الراوندية المشهورين ومن دعاة الباطنية والغلو، كان مولى لجعفر بن محمد الصادق،، وكان أصله من الاحواز، رحل إلى بلاد المغرب العربي، وانتسب هناك إلى عقيل بن أبي طالب، وادعى انه من نسله وذريته، وهو الـذي وطّـأ دعوة ( زيدان)، وظاهر عليها، وأسعفه بالمال والرجال فلمـا مـات (زيدان) اتسق الأمر لأبن القداح المتعصب لدولة المجـوس، فكـان يجتهد لإرجاعها في أوقات منها بالمجاهرة ومنها بالحيلـة، وكـان كافراً ملحداً أجابه قوم إلى ضلالاته وبدعه.
- المقنع الخرساني: عطاء بن حكيم الخراساني كان من أهل مرو وكانت لديه اهتمامات بالسحر فادعى الربوبية عن طريق المناسخة، وروج الكثير من مخاريقه وأقواله. كان قبيح الصورة مشوه الخلق لا يسفر عن وجهه، بل اتخذ وجهاً من ذهب. غلب على عقول الناس بالتمويه الذي أظهره بالسحر فادعى الإلهية، فقبل قوم دعواه فألهوه ثم عبدوه، وقاتلوا دونه ولما انكشف أمره، وانتشر ذكره ثار عليه الناس وقصده الجيش الإسلامي في قلعته، فلما أيقن بالهلاك جمع نساءه وسقاهن السم ثم تحساه فمات.
- رزام بن رزم: من أهل مرو بخراسان، كان من الغلاة من دعاة الباطنية وكان يقول بإمامة أبي مسلم الخراساني، وقد أفرط في موالاته، وهو رأس الفرقة الرزامية، كان يزعم انه صار إلهاً بحلول روح الإله فيه.

## فرقهم
- الراوندية: فرقة من فرق الخرمية التي تعود بالأصل إلى الديانة المزدكية وسميت بالراوندية نسبةً إلى قرية راوند وهي قرية من قرى قاسان بنواحي أصبهان.
- الأبومسلمية:
- الرزامية:
- المازيارية:أَتبَاع مازيار الذي كَانَ يَدْعُو إِلَى دين المحمرة وَظهر لَهُ أَتبَاع فِي جبال طبرستان وإليهم تنْسب قنطرة المحمرة بجرجان وَذَاكَ من آثَارهم وَقبض عَلَيْهِ أَيْضا فِي أَيَّام المعتصم وصلب أَيْضا بسر من رأى فِي مُقَابلَة بابك الخرمي
- المقنعية:
- الجريانية:

## فرق تأثرت بالخرمية
- وفقا للباحث التركي عبد الباقي كولبينارلي، فإن فرقة القزلباش -ومعناها بالعربية الرؤوس الحمراء- والتي نشأت في أذربيجان في القرن 16 م، هم بقايا وأحفاد للخرمية، كانت هذه الحركة دينية وسياسية وساعدت على تأسيس السلالة الصفوية .[22]
- ويرى بعض المؤرخين أن القرامطة والإسماعيلية والنصيرية والكيسانية والزرارية والحكمية وسائر العبيدية الذين يسمون أنفسهم الفاطمية متأثرون بالخرمية بشكل أو بآخر.[3][11]

### أشخاص لهم دور في نشوء الخرمية وتطورها
- أبو مسلم الخراساني
- بابك الخرمي

### ديانات وفرق مرتبطة
- الباطنية
- الراوندية
- كيسائية
- مزدكية
- الزرادشتية

### أحداث كان للخرمية وفرقهم دور فيها
- الفتح الإسلامي لبلاد فارس
- معركة عمورية
- ثورة الراوندية